# محمداسماعیل کاشف
 محمداسماعیل کاشف  از سیاستمداران ایرانی بود، که در دوره دوم بعنوان نماینده مشهد در مجلس شورای ملی حضور داشت.